# Chaetopleura (Chaetopleura) unilineata
Chaetopleura (Chaetopleura) unilineata is een keverslakkensoort uit de familie van de Chaetopleuridae. De wetenschappelijke naam van de soort is voor het eerst geldig gepubliceerd in 1954 door Leloup.